# أنات كوهن
أنات كوهن (بالعبرية: ענת כהן‏) هي عازفة كلارينيت إسرائيلية، ولدت في 1975 في تل أبيب في إسرائيل.

## وصلات خارجية
- الموقع الرسمي
- أنات كوهن على موقع ميوزك برينز (الإنجليزية)
- أنات كوهن على موقع ديسكوغز (الإنجليزية)